# NGC 5969
NGC 5969 is een elliptisch sterrenstelsel in het sterrenbeeld Draak. Het hemelobject werd op 5 augustus 1885 ontdekt door de Amerikaanse astronoom Lewis A. Swift.

## Synoniemen
- MCG 9-25-59
- ZWG 297.18
- NPM1G +56.0204
- PGC 55491